# Врацский троллейбус
Врацский троллейбус (болг. Тролейбусен транспорт Враца) — система троллейбуса в Болгарском городе Враца. Открытый в ноябре 1988 года, он является одной из 10 троллейбусных систем, действующих в настоящее время в Болгарии.

## Подвижной состав
- ЗиУ-9 — 17 троллейбусов;
- Икарус 280Т — 4 троллейбусов;

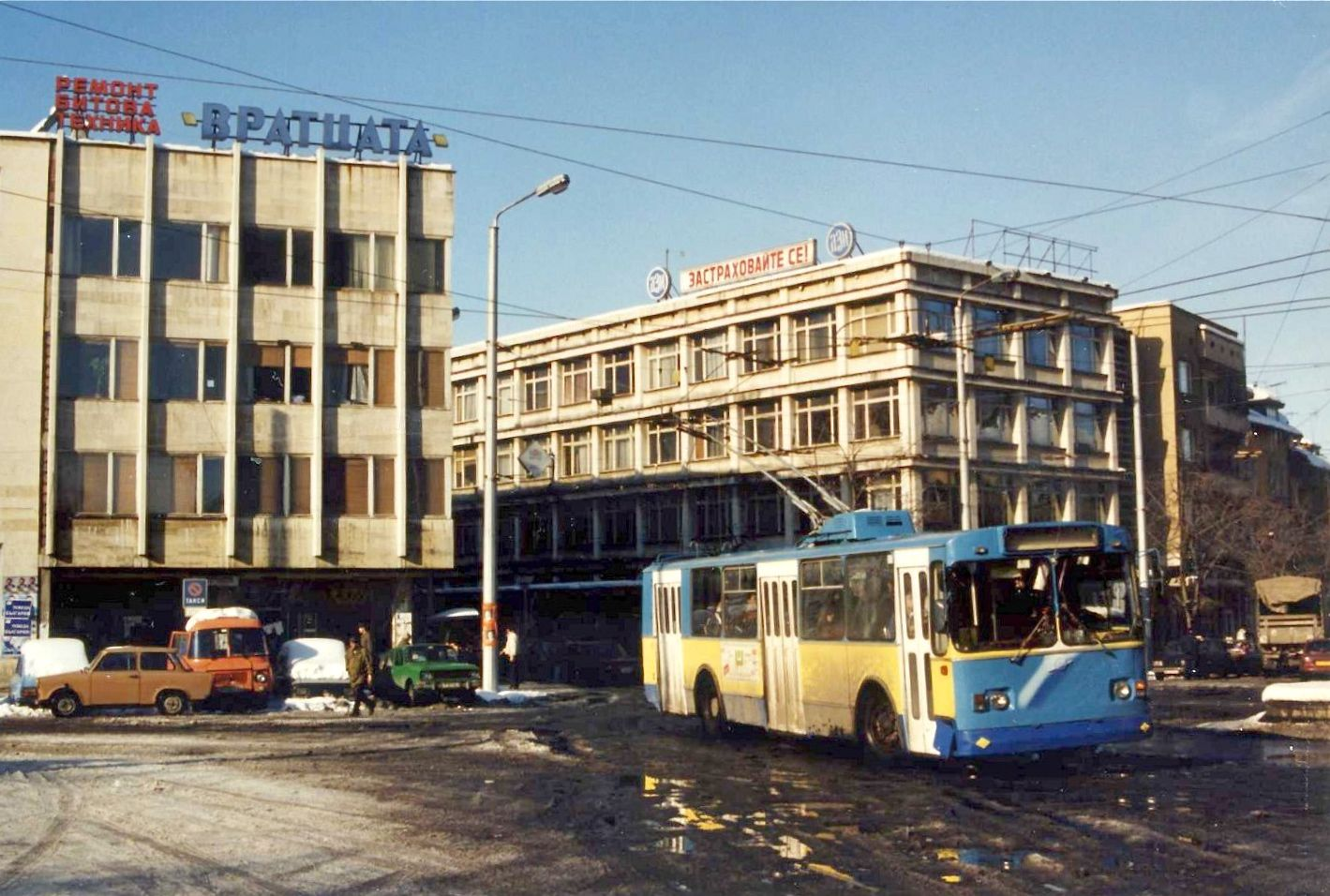
Троллейбус ЗиУ-9
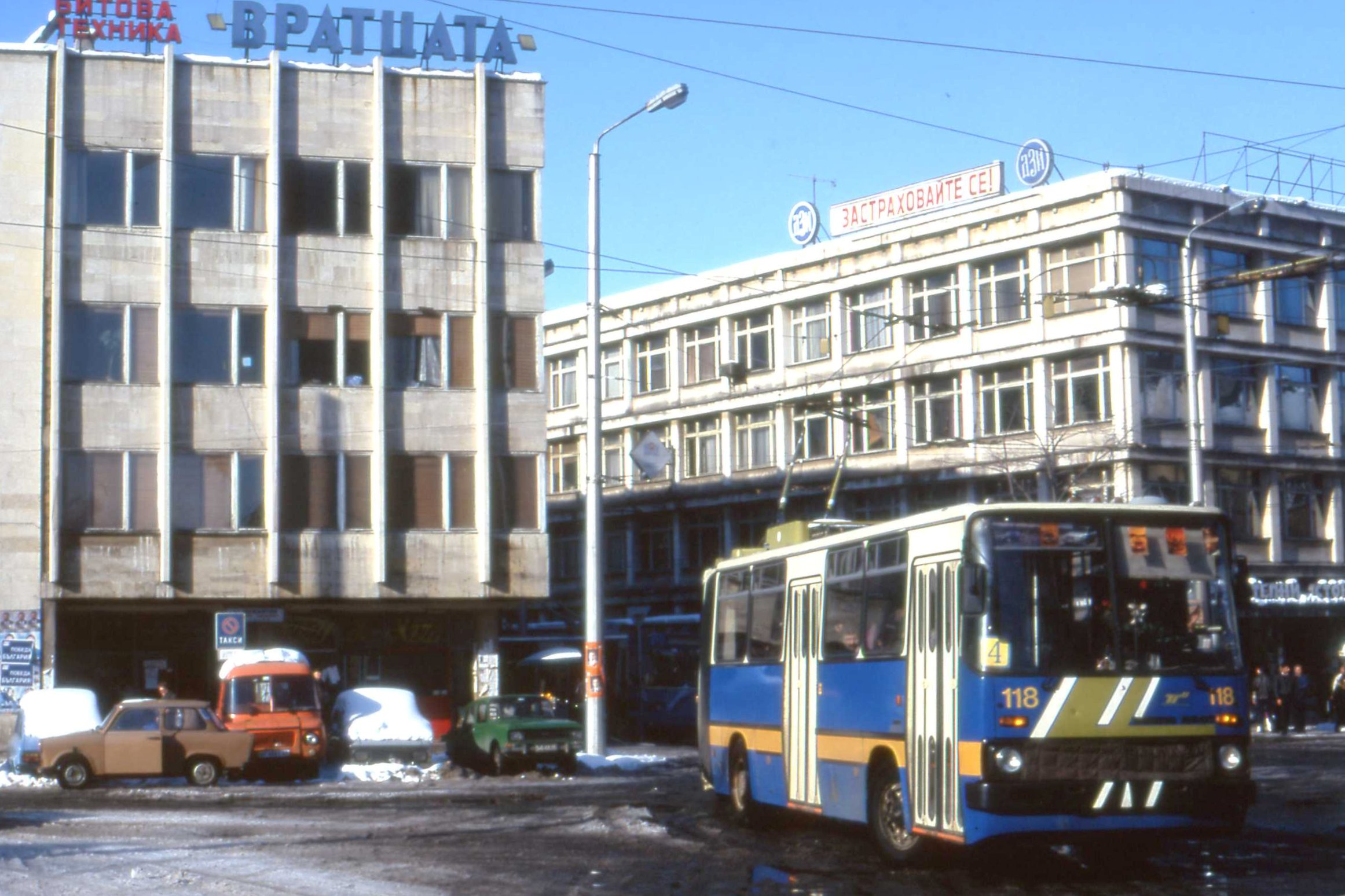
Троллейбус Икарус 280Т